# Фондация за свободен софтуер
Фондацията за свободен софтуер (на английски: Free Software Foundation, съкратено FSF) е организация с идеална цел, основана от Ричард Столман през 1985 г., за да узакони свободното придвижване на copyleft базирания софтуер, с което той получава универсалната свобода за дистрибуция, модифициране и патентно право без ограничения от закона. Фондацията е регистрирана в щата Масачузетс, САЩ.
През 2019 г. основателят на фонда Ричард Столман напуска поста президент на фонда.
Изпълнителен директор на фонда е Джон Съливан.
Фондацията FSF набляга върху създаването на нов свободен софтуер и включването му в съгласувана система с цел да се намали до минимум нуждата от употреба на комерсиален софтуер.
FSF подпомага разработката и използването на свободен софтуер – по-специално операционната система GNU (използвана по-често във варианта Debian GNU/Linux) и свободна документация. FSF насърчава пропагандата на етичните и политическите ползи от употребата на свободен софтуер.
FSF защитава, съхранява и предлага свободен софтуер. Тя разпространява копия на програмите от проекта GNU и учебници срещу такса за доставката. Фондацията получава и пожертвувания, които насочва към проекта GNU.
Ръководствата за софтуер трябва да са свободни поради същите причини, поради които и софтуерът трябва да е свободен, и понеже ръководствата в известна степен са част от софтуера.
Същите аргументи имат смисъл и за други видове произведения от практическо естество – с други думи произведения, които включват в себе си полезни знания като образователни и справочни материали. Уикипедия е най-известният пример.

## Признание
- 1999 г.: FSF получава премията „Линус Торвалдс“ (на английски: Linus Torvalds Award) за софтуер с отворен код[6]
- 2005 г.: FSF е отличен с премията „Prix Ars Electronica“ в категорията „Цифрови общества“[7]